# Leistung (Rechnungswesen)
Leistung (englisch output) ist in der Betriebswirtschaftslehre und im Rechnungswesen die Ausbringungsmenge von Gütern oder Dienstleistungen aus dem Produktionsprozess eines Unternehmens.

## Allgemeines
Als Pendant stehen der Leistung die Kosten gegenüber, wobei die Leistung wie die Kosten stets den Betriebszweck repräsentiert. Oft wird als Leistung auch die in Geldeinheiten bewertete Ausbringung bezeichnet, doch ist hierfür der Begriff Umsatzerlöse passender. Für die Vereinheitlichung und Abgrenzung der Begrifflichkeiten in der betriebswirtschaftlichen Fachsprache hat sich bereits 1929 Erwin Geldmacher eingesetzt, der die uneinheitliche Verwendung in der Betriebswirtschaftslehre kritisierte. Für ihn ist Leistung als das „Ergebnis der (betrieblichen) Tätigkeit“ definiert, und er erläutert sie als „gebräuchliche Bezeichnungen wie wirtschaftstechnische Leistung, Produkt, Leistungseinheit oder Stück …“. Geldmacher merkte an, dass in der fertigen wirtschaftstechnischen Leistung der Abschluss der Aufwandsrechnung und im Auftauchen des für den Betrieb verwendbaren Gegenwertes der Leistung der Beginn der Ertragsbewegung zu sehen ist.

## Arten
Zu unterscheiden ist zwischen Marktleistungen, die für den Markt bestimmt sind (aus Produktion oder durch Lagerabbau) und innerbetrieblichen Eigenleistungen (wie etwa eine selbst erstellte Maschine), die ausschließlich für die Produktion bestimmt sind. Die Marktleistungen führen zu Umsatzerlösen, während die aktivierten Eigenleistungen zu einer Erhöhung der Gesamtleistung beitragen. Die Gesamtleistung ist eine Zwischensumme in der Gewinn- und Verlustrechnung beim Gesamtkostenverfahren, die sich nach § 275 Abs. 2 HGB wie folgt ergibt:
```
   Umsatzerlöse
   +/- Bestandsveränderungen
   + aktivierte Eigenleistungen
   = Gesamtleistung
```

Ein Lageraufbau bewirkt eine Erhöhung der Gesamtleistung gegenüber den Umsatzerlösen, weil er aus der Produktion der aktuellen Rechnungsperiode stammt. Ein Lagerabbau verringert sie entsprechend, weil er aus der Produktion aus Vorperioden herrührt.

## Wirtschaftliche Aspekte
Betriebliche Leistung führt zu einem Wertezuwachs, also zu einer Erhöhung des Betriebsvermögens, während Kosten einen Werteverzehr darstellen. Der Zweckertrag geht in die Leistungsrechnung als Grundertrag ein, der um kalkulatorische Zusatzleistungen zu ergänzen ist. Der Zweckertrag entspricht der Grundleistung, die zusammen mit der Zusatzleistung die Gesamtleistung ergibt:
| Begriff                     | Unterart |
| --------------------------- | --- |
| Zweckertrag = Grundleistung | kalkulatorische Leistung: - Andersleistung (Leistung, der Ertrag in anderer Höhe gegenüber steht) - Zusatzleistung (Leistung, der kein Ertrag gegenüber steht) |
| Gesamtleistung              | = Grundleistung + Zusatzleistung |

Zusatzleistungen erbringen keinen Ertrag, weil sie unentgeltlich erbracht werden wie etwa die kostenlosen Dienstleistungen des Sozialamts oder die kostenlose Montage von Möbeln. Zusatzleistungen tragen der Fachliteratur zufolge wesentlich stärker zur Kundenzufriedenheit bei als die Erfüllung der Grundleistung.
Die Kosten- und Leistungsrechnung erfasst neben den Kosten auch die Betriebsleistung. Die Leistungsermittlung erfordert eine Erfolgsrechnung, die die sachzielorientierte Güterentstehung misst. Keine Leistung stellt demnach sachzielfremder Ertrag (etwa Einnahmen aus der Kantine), periodenfremder Ertrag (Einnahmen vorangegangener oder künftiger Perioden), außerordentlicher Ertrag (Subventionen) sowie bewertungsbedingter neutraler Ertrag (Zuschreibungen) dar.